# Алаверды
Алаверды́  — выражение в кавказском застолье, с помощью которого гость, произносящий тост, передаёт слово другому гостю. В результате образуется «диалог в тостах». Тамада использует алаверды, сопровождаемое именем, для предупреждения гостя о том, что он должен сказать следующий тост, продолжив тему, заданную тамадой. 

## Происхождение
Восходит к арабскому Allah (الله) «бог» и турецко-азербайджанскому verdi «дал» (форма прошедшего  времени от глагола ver- «давать») —  Alla verdi букв. «Бог дал». От этого происходят фамилии Аллавердиев, название города Аллаверди и т. д.. Словари указывают на вхождение в русский язык из азербайджанского или грузинского.

## Применение
Тамада использует алаверды в нескольких целях
- с тем, чтобы предоставить право тоста человеку, который может дополнить сказанное тамадой. Например, после тоста за нового гостя (скажем, Гоги), тамада может предоставить слово знакомому Гоги с тем, чтобы тот представил Гоги другим участникам застолья;
- для того, чтобы заставить человека, который загрустил или перестал участвовать в застолье, встать, сказать тост и тем самым вернуться в компанию;
- чтобы озадачить гостя путём алаверды в середине сложного тоста, вынудив слишком активного и нетерпеливого участника застолья задуматься в поисках красивой концовки[6];
- для создания гостю возможности подготовиться к тосту, при этом алаверды произносится в самом начале тоста тамады[7].

Под влиянием «восточной» традиции слово вошло в русский язык со слегка другим значением: его произносят в начале тоста, подчёркивая тем самым, что тост является продолжением предыдущего. В сетевых сообществах малых жанров (пирожки и порошки, экспромты, депрессяшки) принято создавать «алаверды» к источнику: новые монострофы, навеянные оригинальным текстом, используя коммуникативную форму этих жанров.
В переносном значении в разговорной речи также употребляется как существительное среднего рода в знач. «ответный подарок, ответные действия»: наше алаверды.